# Дабстеп
Дабстеп (англ. dubstep, МФА: [ˈdʌbstɛp]) — музыкальный жанр, возникший в начале 2000-х годов в южном Лондоне как одно из ответвлений гэриджа. По звучанию дабстеп характеризуется темпом порядка 130—150 ударов в минуту, доминирующим низкочастотным «колеблющимся» (wobble) басом с присутствием звукового искажения, а также разреженным брейкбитом на заднем плане. От более известного драм-н-бейс стиль отличают резкая бочка и малый барабан, похожие на хардстайл.

## История

### Появление жанра
В начале 1990-х в Великобритании стал популярен гараж-хаус — прибывший из США жанр электронной танцевальной музыки. В Британии он разделился на два подвида: в начале десятилетия появился спид-гэридж, а ближе к концу — тустеп. В 1999-м тустеп начал трансформироваться, приобретая более «тёмное» звучание с выделением басовой партии. Одними из первых новое звучание тустепа продвигали El-B и Zed Bias, музыканты из Кройдона, лондонского боро. Наблюдая за этой трансформацией, Нил Джоллифф и Сара Локхард в 2000 году создали лейбл Ammunition Promotions и начали заниматься устройством вечеринок под названием Forward (также FWD>>), ориентированные на новое звучание тустепа.
FWD>> изначально устраивались в клубе Velvet Rooms, а позже, в 2005-м, переехали в клуб Plastic People. Первым резидентом Forward был диджей Hatcha, который в 2001 году стал ведущим первого радиошоу о дабстепе на пиратской станции Rinse FM. На той же станции у вечеринок FWD>> было своё шоу с ведущим Kode9. На новом лейбле и андеграунд-вечеринках сформировывалось звучание нового жанра в особенности благодаря таким музыкантам, как Benga и Skream. Пионеров дабстепа также объединял магазин виниловых пластинок Big Apple, который был чем-то вроде «штаб-квартиры» дабстеп-музыкантов, так как жанр фактически создавался знавшими друг друга музыкантами из Кройдона.
Изначально новую музыку называли 138 (имея в виду темп) или приписывали его к термину нью-дарк-свинг, который обобщал различные «тёмные» композиции гэриджа, в том числе треки брейкбита и грайма. Кто дал поджанру собственное название «дабстеп», достоверно неизвестно. Например, авторство приписывают Нилу Джоллиффу, который, услышав ремикс от коллектива Horsepower Productions на ямайского композицию MC Elephant Man, назвал трек дабстепом, отмечая влияние даб-музыки на новое звучание гэриджа. В 2002 году Kode9 выпустил диджейский микс «dubsteppa», из-за чего авторство приписывается ему. Так или иначе, этот термин в том же 2002-м попал на обложку американского журнала XLR8R, и название окончательно закрепилось.
Даб — это жанр ямайского регги с акцентом на тяжёлый бас и отсутствием вокала. На Ямайке дабом изначально называлась инструментальная версия трека без речитатива, однако написание музыки без исполнения MC в итоге выделилось в отдельный жанр. Дабстеп получил своё имя из-за схожего звучания. При своей трансформации из тустепа он также избавился от вокала, обзавёлся ломанным ритмом и низкочастотной басовой партией.

### Рост популярности
В 2003 году дабстеп начал небольшими шагами выходить за пределы Forward и пиратской станции. Новая музыка стала звучать в других клубах и иногда в эфире радиостанции BBC Radio 1. В 2004-м Hatcha выпустил первый жанровый микс Dubstep Allstars Vol. 1, что подтолкнуло дабстеп к массовому слушателю. К середине 2000-х открылось множество новых мелких лейблов, ориентированных под дабстеп. Уже закрепившиеся на рынке издательства, такие как Rephlex и Planet Mu, также обратили внимание на новый жанр, однако он всё ещё оставался в подполье.
В марте 2005 года в брикстонском клубе Mass проходила дабстеп-вечеринка, которую посетила ведущая BBC Radio 1 Мэри Энн Хоббс. Ранее ей попалась запись с дабстепом, и она решила ближе познакомиться с андеграундным течением. Музыка впечатлила ведущую, и в ночь с 9 по 10 января 2006 года в эфире BBC Radio 1 вышел спецвыпуск «Dubstep Warz» в рамках эфира Мэри Энн. Двухчасовой выпуск представлял собой несколько сетов от ведущих диджеев дабстеп-сцены того периода: Mala, Skream, Kode9, Vex’d, Hatcha, Loefah и Distance. Если до эфира дабстеп был музыкой узкого круга людей Кройдона, то после — обрёл мировую известность. Ещё одним толчком к популярности дабстепа послужили два альбома музыканта под псевдонимом Burial: Burial (2006) и Untrue (2007). Первый альбом имел большой успех у критиков и попал на первую строчку лучших альбомов 2006-го, по мнению журнала The Wire. Хотя фактически это были не жанровые альбомы, их треки имели элементы дабстепа. Burial помог жанру получить новых слушателей и исполнителей, и с 2007 года дабстеп начал активно развиваться, привлекая музыкантов по всему миру.
К 2009 году дабстеп уже был распространён повсеместно, но всё ещё оставался «подпольной» музыкой. Важным моментом выхода из андеграунда стало использование дабстепа популярными музыкантами. Мощным толчком послужил трек рэпера Снуп Догга «Snoop Dogg Millionaire», фактически являющийся наложением речитатива на композицию «Eastern Jam» дуэта Chase & Status. В том же году на дабстеп накладывали речитатив рэперы Xzibit и Eve. С 2010-го дабстеп стал ротироваться в хит-парадах. В том году вышел сингл британской певицы Katy B — «Katy On A Mission», где активно использовался wobble-бас. Сингл продержался в британском хит-параде 24 недели, вызвав вторую волну популярности дабстепа. В 2011-м дабстеп также использовала кантри-певица Тейлор Свифт в песне «I Knew You Were Trouble», которая заняла вторую строчку хит-парада Billboard.

### Трансформация
Из-за популярности бростепа и использования им вобл-баса между ним и дабстепом в глазах большинства слушателей появился знак равенства. В то же время как противопоставление захватывающему рынок бростепу возникло направление постдабстеп или бейс-музыка, которое использовало ритм хауса, басовые линии дабстепа, R&B-вокал и синтезаторные звуки на средних частотах. Между всеми этими жанрами в итоге возникла путаница и дискуссия на тему звучания «настоящего» дабстепа.